# Uranophora albipalpis
Uranophora albipalpis är en fjärilsart som beskrevs av Max Wilhelm Karl Draudt 1931. Uranophora albipalpis ingår i släktet Uranophora och familjen björnspinnare. Inga underarter finns listade i Catalogue of Life.